# ZNF550
ZNF550 (англ. Zinc finger protein 550) – білок, який кодується однойменним геном, розташованим у людей на довгому плечі 19-ї хромосоми. Довжина поліпептидного ланцюга білка становить 422 амінокислот, а молекулярна маса — 48 381.
| 10         |  | 20         |  | 30         |  | 40         |  | 50         |
| ---------- |  | ---------- |  | ---------- |  | ---------- |  | ---------- |
| MAETKDAAQM |  | LVTFKDVAVT |  | FTREEWRQLD |  | LAQRTLYREV |  | MLETCGLLVS |
| LGHRVPKPEL |  | VHLLEHGQEL |  | WIVKRGLSHA |  | TCAGDRAQVH |  | TREPTTYPPV |
| LSERAFLRGS |  | LTLESSTSSD |  | SRLGRARDEE |  | GLLEMQKGKV |  | TPETDLHKET |
| HLGKVSLEGE |  | GLGTDDGLHS |  | RALQEWLSAD |  | VLHECDSQQP |  | GKDALIHAGT |
| NPYKCKQCGK |  | GFNRKWYLVR |  | HQRVHTGMKP |  | YECNACGKAF |  | SQSSTLIRHY |
| LIHTGEKPYK |  | CLECGKAFKR |  | RSYLMQHHPI |  | HTGEKPYECS |  | QCRKAFTHRS |
| TFIRHNRTHT |  | GEKPFECKEC |  | EKAFSNRAHL |  | IQHYIIHTGE |  | KPYDCMACGK |
| AFRCSSELIQ |  | HQRIHTGEKP |  | YECTQCGKAF |  | HRSTYLIQHS |  | VIHTGEMPYK |
| CIECGKAFKR |  | RSHLLQHQRV |  | HT         |  |            |  |            |

A: Аланін

C: Цистеїн

D: Аспарагінова кислота

E: Глутамінова кислота

F: Фенілаланін

G: Гліцин

H: Гістидин

I: Ізолейцин

K: Лізин

L: Лейцин

M: Метіонін

N: Аспарагін

P: Пролін

Q: Глутамін

R: Аргінін

S: Серин

T: Треонін

V: Валін

W: Триптофан

Задіяний у таких біологічних процесах, як транскрипція, регуляція транскрипції, альтернативний сплайсинг. 
Білок має сайт для зв'язування з іонами металів, іоном цинку, ДНК. 
Локалізований у ядрі.